# Süchteln
Süchteln ist ein Stadtteil der Kreisstadt Viersen des gleichnamigen Kreises im deutschen Bundesland Nordrhein-Westfalen.

Die Mitte der alten Weberstadt bildet die 1856 gebaute katholische Pfarrkirche St. Clemens. Ihr 73 m hoher Turm stammt aus dem Jahr 1481.

## Geschichte

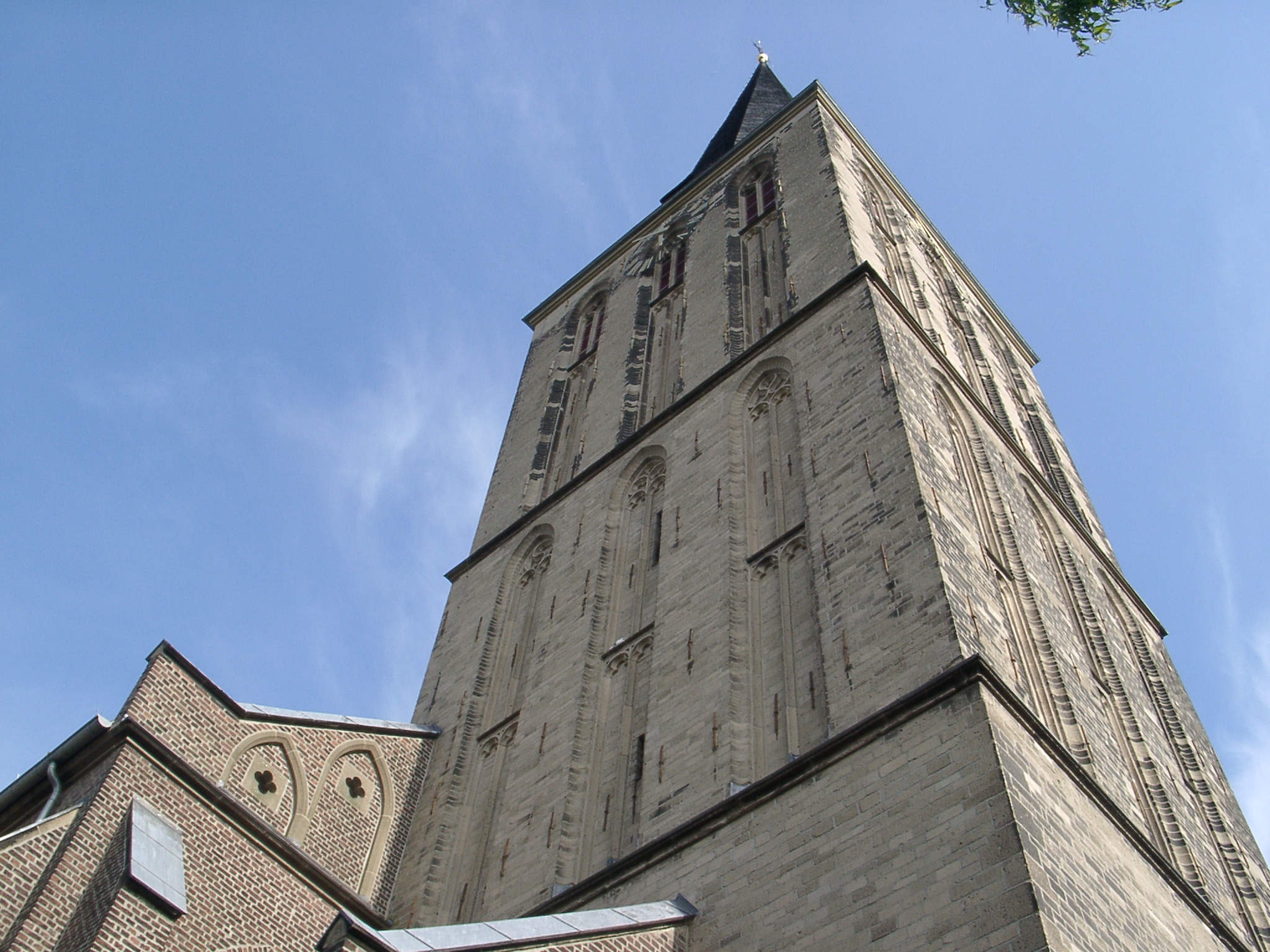
Turm der katholischen Pfarrkirche St.Clemens an der Hochstraße in Süchteln.

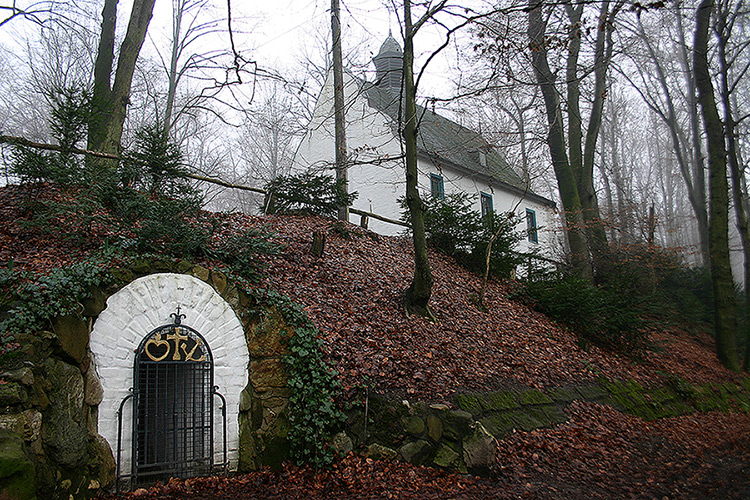
Irmgardiskapelle mit Brunnen auf dem Heiligenberg in Viersen-Süchteln

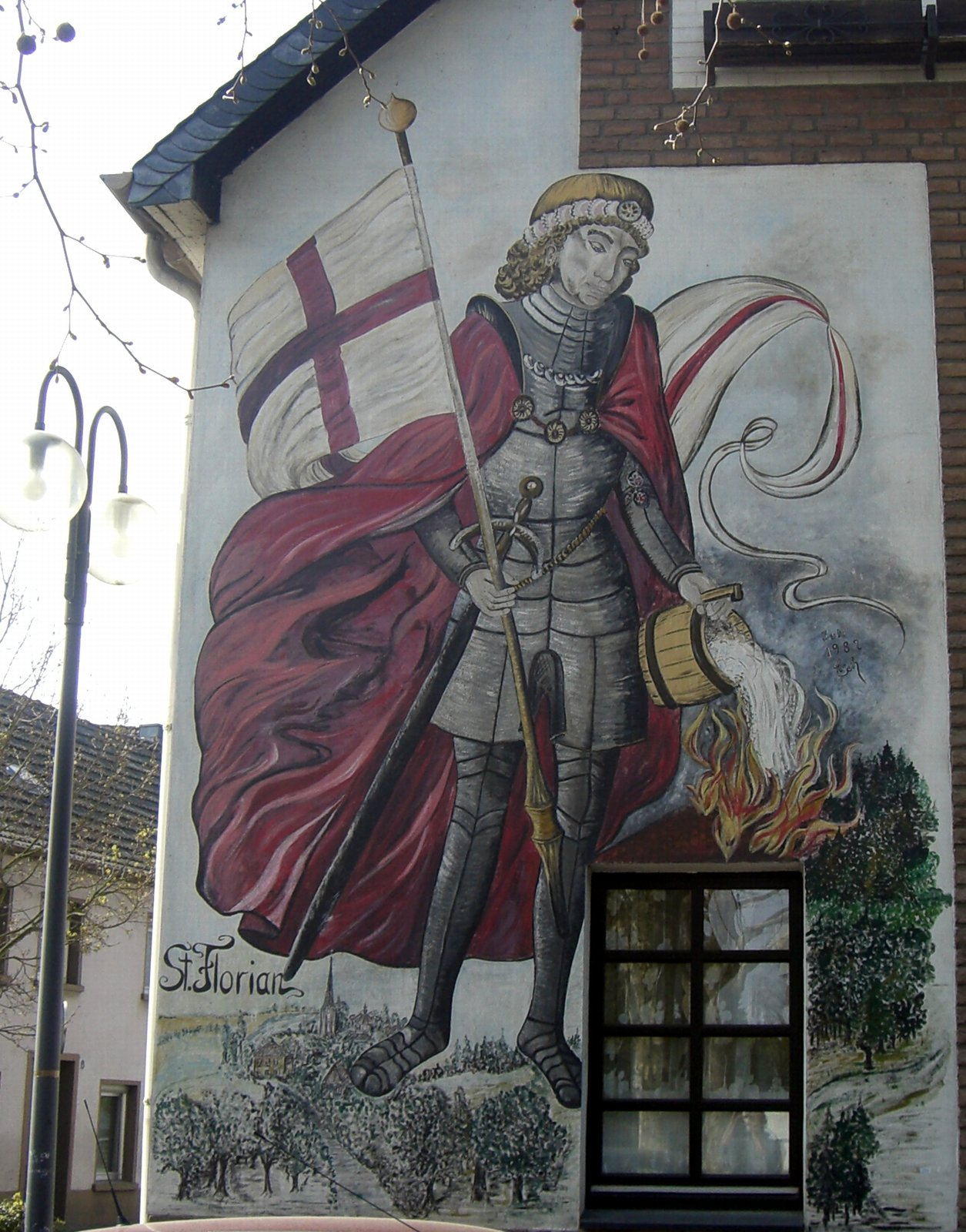
Hauswandmalerei in der Innenstadt zeigt den heiligen Florian

Als Ort wird Süchteln erstmals 1116 in Büchern der Abtei St. Pantaleon in Köln erwähnt. Die Namensgebung von „Süchteln“ und seinem „Heiligenberg“ weist Spuren der keltischen Menapier auf. Der Bericht des Chronisten Hugo Doergens macht hierzu folgende Angaben:
Der bei Süchteln liegende Heiligenberg verweist auf die vorchristliche Verehrung einer Göttin „Heel“. Auch der Name Süchteln, im Mittelhochdeutschen als Suthele, Suphtele überliefert, bezieht sich darauf. Suht, Suft bedeutet im Altgotischen die Sucht, das Siechtum, die Krankheit. Der Name der Göttin Heel findet sich hier in der zweiten Silbe wieder. Hele, altgotisch heiljan oder helian, entspricht unserem Wort für „heilen“.
Nachdem  Süchteln im ausgehenden Mittelalter dem Herzogtum Jülich zugesprochen wurde, erhielt der Ort 1423 die Marktrechte. Seit 1405 besitzt Süchteln urkundlich Stadtrechte. Im Jahr 2005 feierte man „600 Jahre Stadtrechte Süchteln“. Das Original-Dokument mit Süchtelner Siegel befindet sich im Nationalarchiv in Paris.
Von 1798 bis 1814 stand Süchteln unter französischer Herrschaft (Franzosenzeit). Während dieser Zeit bildete die Stadt eine Mairie nach französischem Vorbild und gehörte zum Kanton Neersen im Arrondissement Krefeld des Rur-Departements. Nachdem 1814 der gesamte Niederrhein auf dem Wiener Kongress dem Königreich Preußen zugeschlagen wurde, kam Süchteln zunächst 1816 zum Kreis Krefeld und 1818 zum Kreis Kempen.  Aus der Mairie Süchteln der Franzosenzeit wurde die preußische Bürgermeisterei Süchteln.
Von Ende des 19. Jahrhunderts bis zum Ende der 1950er Jahre war Süchteln eine florierende Stadt der Webindustrie. In der Reichsprogromnacht verwüsteten SA-Männer das Gebetshaus der kleinen jüdischen Gemeinde in Süchteln.
In den Jahren 1941 und 1942 wurden 26 in Süchteln lebende Juden in Konzentrationslager oder Vernichtungslager deportiert und dort ermordet (Liste hier).
Während des Zweiten Weltkriegs warfen britische und amerikanische Bomber nur wenige Bomben auf Süchteln. Am 1. März 1945 nahmen Soldaten der 84. US-Infanteriedivision von Dülken kommend Süchteln gegen geringen Widerstand ein.
Im Zuge der Gebietsreform in Nordrhein-Westfalen wurden zum 1. Januar 1970 Süchteln, Viersen, Dülken und Boisheim zur Stadt Viersen. (siehe auch Gesetz zur Neugliederung des Kreises Kempen-Krefeld und der kreisfreien Stadt Viersen).
Als Ortsheilige wird Irmgard von Süchteln verehrt; unter anderem während der Irmgardisoktav, die jährlich auf dem Heiligenberg, einem Teil der Süchtelner Höhen, stattfindet.

Zu Süchteln gehören die Ortsteile Clörath, Dornbusch, Hagen, Hagenbroich, Sittard und Süchteln-Vorst.

## Sehenswürdigkeiten
- Stadtgarten Süchteln mit Figurengruppe
- Neugotische katholische Pfarrkirche St. Clemens mit altem Turm
- Evangelische Kirche Hindenburgstraße
- Pfarrkirche St. Franziskus (Süchteln-Vorst)
- Irmgardiskapelle mit Brunnen auf den Süchtelner Höhen
- Königsburg
- Weberbrunnen in der Hochstraße
- Weberhaus und Tendyckhaus
- Irmgardisstift
- Kreiskriegerdenkmal von Architekt August Hartel
- St. Maria Hilfe der Christen Kirche Süchteln-Dornbusch

## Persönlichkeiten

### In Süchteln geboren
- Matthias Nethenus (1618–1686), Theologe
- Karl Matthias Schiffer (1867–1930), Gewerkschaftsfunktionär, Reichstagsabgeordneter (Zentrum)
- Karl Müller (1884–1964), Politiker
- Emil Flecken (1890–1981), Porträt-, Figuren- und Landschaftsmaler der Düsseldorfer Schule
- Max Clevers (1894–1955), Kommunalpolitiker (CDU)
- Wilhelm van Kempen (1894–1981), Kunsthistoriker
- Albert Vigoleis Thelen (1903–1989), Schriftsteller (Die Insel des zweiten Gesichts) und Übersetzer
- Hermann Schmitz (1904–1931), Künstler
- Peter Van Vlodrop (1928–2023), Kommunalpolitiker (CDU)
- Gerd Rohmann (* 1940), Anglist
- Hans Jürgen Kerkhoff (* 1956), Präsident und Hauptgeschäftsführer der Wirtschaftsvereinigung Stahl
- Thomas Druyen (* 1957), Soziologe

### Mit Süchteln verbunden
- Irmgard von Süchteln (um 1013–um 1085), Heilige, die der Legende nach als Einsiedlerin in Süchteln lebte
- Heinrich von Rosenthal (1808–1865), war bis 1843 Bürgermeister von Süchteln
- Peter Norrenberg (1847–1894), Pfarrer, Historiker und Sozialpolitiker
- Gerhardt Bosch (* 1918), Chefarzt der Jugendpsychiatrie in Süchteln von 1962 bis 1980
- Christian Grefkes-Hermann (* 1977), Ordinarius für Neurologie an der Goethe-Universität Frankfurt und Klinikdirektor, DGKN-Präsident, in Süchteln aufgewachsen[9]
- Hellmut Trienekens (* 1938), Entsorgungsunternehmer
- Felix Thönnessen (* 1980), Keynote-Speaker u. Referent
- Dieter Könnes (* 1971), Journalist
- Frank Rehfeld (* 1962), Fantasy-Schriftsteller

## Verkehr
| Linie | Von           | Über                      | Nach            |
| ----- | ------------- | ------------------------- | --------------- |
| 019   | Vinkrath      | Grefrath/Süchteln/Viersen | Mönchengladbach |
| 066   | Kempen        | Grefrath/Oedt             | Süchteln        |
| 074   | Kaldenkirchen | Bracht/Brüggen/Dülken     | Süchteln        |
| 083   | Süchteln      | Viersen                   | Dülken          |
| 064   | Tönisvorst    | Süchteln/Viersen          | Brüggen/Bracht  |

## Sonstiges
Bekannt ist der Ort Süchteln unter anderem durch die dort angesiedelte LVR-Klinik Viersen (im Johannistal). Diese vom Landschaftsverband Rheinland getragene Einrichtung hat zahlreiche Abteilungen, unter anderem die LVR-Klinik für Orthopädie, Sucht- und Drogentherapie, Gerontologie, Ergo- und Beschäftigungstherapie, das heilpädagogische Heim (HPH) sowie zahlreiche psychiatrische Einrichtungen, z. B. Kinder- und Jugendpsychiatrie und forensische Klinik.
Daneben gibt es das St. Irmgardis-Krankenhaus Süchteln.